# Eormenrico de Kent
Eormenrico de Kent foi rei de Kent de cerca 534/540 a 564/580. Seu pai pode ter sido Octa de Kent, a quem Eormenrico sucedeu. Seu filho, Etelberto de Kent, sucedeu-lhe em cerca de 580/590, de acordo com as Crônica Anglo-Saxônica.